# 1724
Năm 1724 (số La Mã: MDCCXXIV) là một năm nhuận bắt đầu từ ngày thứ bảy trong lịch Gregory (hoặc một năm nhuận bắt đầu vào thứ Tư trong lịch Julius chậm hơn 11 ngày).